# Синицький Володимир Михайлович
Володи́мир Миха́йлович Сини́цький (25 серпня 1896, Курісове-Покровське, Одеський повіт, Херсонська губернія, Російська імперія — 2 грудня 1986) — маляр-пейзажист з Одещини, член товариства художників імені Киріака Костанді, член спілки художників СРСР. Пейзажі: «Біля вікна» (1926), «Рання весна» (1929), «Одеса. Міський сад» (1947), «Рідні береги. Околиці Одеси» (1956), «Зима» (1962), «Пейзаж» (1971) тощо.

## Життєпис
Володимир Михайлович Синицький народився 25 серпня 1896 року в українському селі Курісове-Покровське, що на той час входило до складу Одеського повіту Херсонської губернії Російської імперії в родині священика. Дитячі роки пройшли в селі Інгульська Кам'янка.
У період 1910—1921 років майбутній художник набував професійних навичок: спочатку в Одеському реальному, а потім в Одеському художньому училищі, де протягом навчання у молодших класах його вчителями живопису були Геннадій Ладиженський, Данило Крайнєв, а також скульптор Мормоне . В старших класах майбутній художник познайомився із масштабною фігурою Киріака Костанді, навчався в його майстерні, а також відвідував Одеські вільні художні майстерні.
З 1922 року є членом Спілки працівників мистецтв (Союз РАБИС).
1925 рік відзначений у творчості митця десятьма творами на виставці товариства ім. К. К. Костанді.
1926—1928 роки були заповнені навчанням в Одеському художньому інституті (майстерні Т. Я. Дворникова та Павла Гавриловича Волокидіна). У 1927 році В. М. Синицький взяв участь у ювілейній Всеукраїнський виставці в Києві, і саме з цього часу він — постійний учасник обласних, республіканських і низки всесоюзних виставок.
У 1928 році студентом ІІІ курсу був змушений залишити інститут через скрутний матеріальний стан, почав працювати в художньо-виробничих майстернях.
У 1934 році Володимира Синицького прийняли до лав Спілки художників СРСР.
Перша персональна виставка художника відбулась у 1959 році, друга — в 1976 році у зв'язку із 80-річчям від дня народження і 50-річчям творчої діяльності пройшла в місті Одесі. Через десять років знову в Одесі — третя персональна виставка майстра.
Володимир Михайлович Синицький пішов з життя 2 грудня 1986 року, похований поруч із дружиною, Оленою Кіріаківною Синицькою-Костанді, дочкою художника і вчителя К. К. Костанді. Могила художника знаходиться в місті Одесі, на ділянці № 100 Другого Християнського кладовища.

## Творчість
Пейзаж — основний жанр живопису В. М. Синицького. Плекаючи задуми своїх творів, художник довго і уважно вглядається в навколишній світ. Він нерідко зображує один і той самий куточок природи, не переймаючись розмаїттям сюжетів. Більшість полотен майстра, що нині зберігаються в музеях — це види з вікна майстерні. Його ліричний пейзаж приваблює тим, що через різноманітні стани року, доби, погоди проглядає стан душі самого майстра, злитого з природою, захопленого її гармонією; чудові в своїй величній простоті і відвертості твори передають ці відчуття автора глядачу. Пейзажі нагадують ліричні вірші, що відтворюють найтонкіші відтінки настрою художника, його відгук на сонячний промінчик, який враз зробив дорогоцінною крону дерев, на м'яке світло серпанкового неба, відблиск моря.
Його сюжет — це розкіш візерункової тіні дерев, де стара жінка, одягнена в світлу сукню, або молода жінка на тлі вікна — не персонажі, а лише учасниці вічного життя природи.
Цілісність натури Синицького, стійкість світовідчуття, константність прийнятих ним життєвих цінностей знайшли своє втілення в цілісності його творчості. «Таємниця кольору — є таємниця душі художника», — казав Володимир Михайлович, — «Але душа в мене одна і залежність від моди їй протипоказана».
В. М. Синицький — талановитий колорист, який відчував і передавав найтонкіші відтінки кольору. Вражає те, що художник досягав цього, використовуючи всього декілька основних фарб. Як віртуозний музикант, вільно володіючи гамою кольорів, поєднував основні теми у нескінченні варіації, відтворюючи неповторну симфонію кольору. Тонко і лірично митець зміг відчути і передати неповторність оплідненої сонцем і вмитої животворним морем теплої південної землі — Одеси і Криму. Він відтворив нову пластичну формулу півдня, втілив його особливу атмосферу тепла, достатку і нескінченного оптимізму.
Найчастіше Синицький пише краєвиди рідної Одеси: уривисті береги над тихим, спокійним, ранковим чи передзахідним морем, затишні куточки південного міста, що потопає в зелені: «Мис великого фонтана», «Напривесні», «Береги Одеси. Весна.», «Сутінки над морем», «Вечір», «Одеса. Міський сад». Багато разів він повторює улюблений мотив, знаходячи в ньому нову й нову красу та поезію. Внаслідок такого тривалого проникнення в образ природи та її поетичного узагальнення постало полотно «Рідні береги» — один з найкращих творів майстра. Тут тонкий ліризм живопису поєднується з епічною глибиною. Ігор Шаров зазначає, що у своїх портретах художник полюбляє зображувати людину на тлі пейзажу. «Біля вікна. Портрет дружини» (1929) — молода приваблива жінка у простій білій сукні, що тільки підкреслює свіжість її ледь засмаглого обличчя і рук, замріяна сидить біля вікна. Спокій, задумливість, можливо, легкий смуток — все це передав Синицький з великою любов'ю і натхненням. За розчиненим вікном — жовто-бузкові фарби розквітаючої природи, вимальовані автором широкими впевненими мазками. Простий пейзаж тільки допомагає розкрити внутрішню красу портретованої, акцентувати увагу на її психологічному стані, переживаннях. Розчинене вікно створює додатковий зв'язок між жінкою та природою.